# Pala Pucci
La Pala Pucci (pala es el nombre dado a los retablos de panel único en italiano) es una pintura al óleo sobre tabla, de 214 x 195 cm, ejecutada por Pontormo en 1518 y conservada en la iglesia de San Miguel Visdomini en Florencia. Es el cuadro más grande conocido de este pintor.

## Historia
La obra se remonta a 1518 cuando fue encargada por Francesco de Giovanni Pucci, hombre de confianza de los Médicis y gonfaloniero de justicia. La fecha se encuentra impresa sobre el libro abierto en las rodillas de San Juan Evangelista. Desde entonces la iglesia ha mantenido su ubicación original y es una de las raras obras maestras del artista que todavía se encuentran en la capilla para la cual fueron pintadas, aunque en la época la iglesia tenía formas góticas que se cambiaron a unas neoclásicas en el siglo XVIII, restauradas en el XIX, que es el aspecto arquitectónico actual. 
El retablo fue muy elogiado por Vasari, que la consideraba "la más bella tabla que nunca hiciera este rarísimo pintor".

## Descripción y estilo

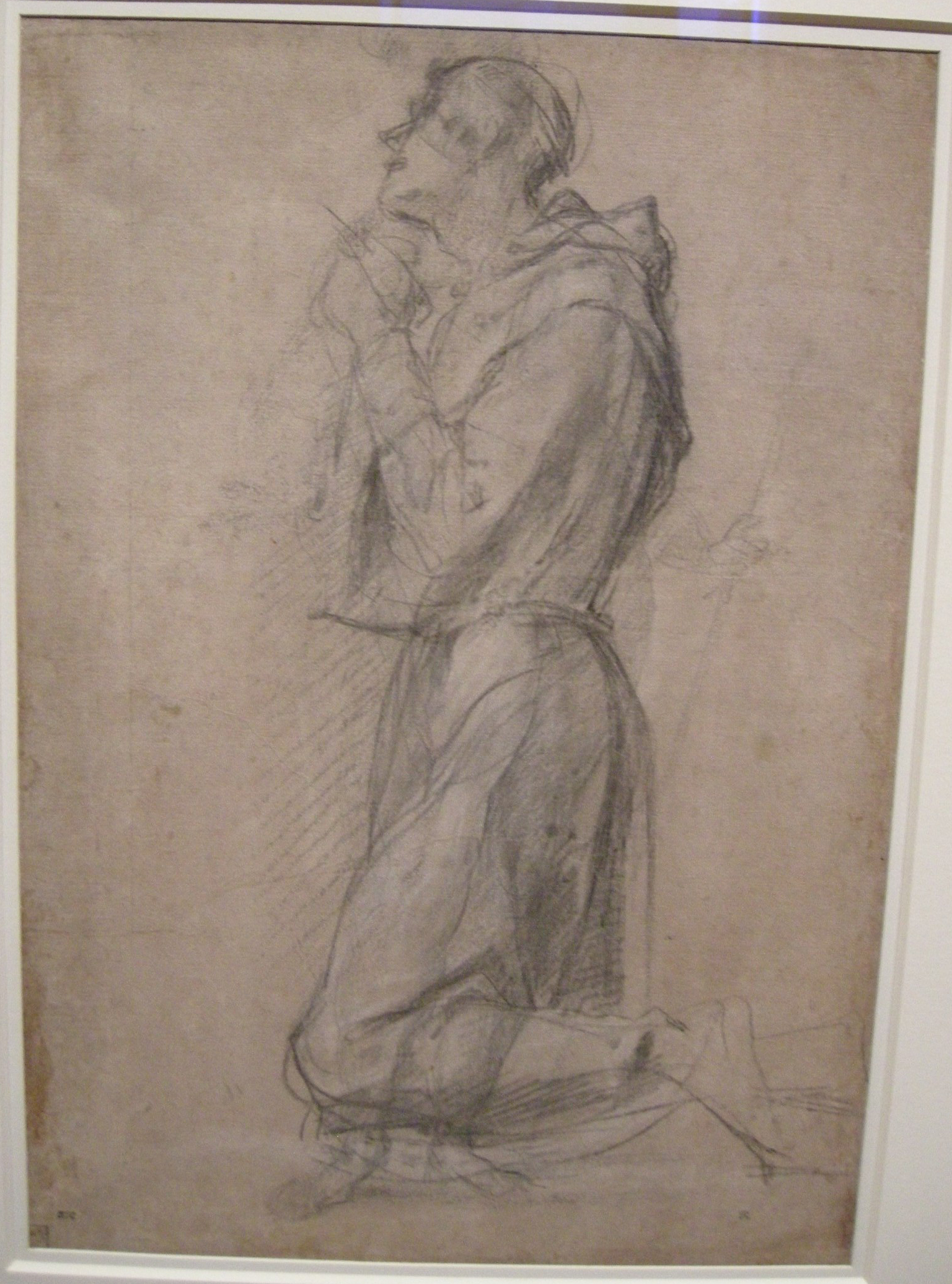
Estudio previo para san Francisco, Museo Getty.

Rompiendo bruscamente con la tradición florentina de la sagrada conversación, Pontormo no organizó las figuras en torno al pedestal o trono central de la Madonna con el Niño, sino que las aleja esparciéndolas casualmente por toda la superficie de la obra, inventando así nuevos esquemas que juegan con nuevas líneas de fuerza.
María está sentada en el centro arriba, dentro de un nicho, pero no sostiene al Niño, si no que señala sonriendo hacia el altar de la iglesia (el retablo está sobre la pared derecha), hacia donde mira también el Niño, en brazos de san José con el rostro girado igualmente hacia allí. San Juan evangelista, anciano, está sentado abajo a la izquierda a los pies de ambos sobre un tocón (en el que se ve la sigla DN), con el cuerpo extendido y relajado, mientras mira hacia el águila detrás suya, su animal simbólico, buscando inspiración para las palabras del evangelio que está escribiendo pluma en mano en un libro abierto sobre las piernas. En el centro, a los pies de la Virgen, san Juan Bautista infante señala al Niño, que sujeta su vara cruciforme, con su gesto más típico y mira hacia San Francisco de Asís, arrodillado detrás de él y dirigiendo una oración extática a Jesús. A la derecha se alza Santiago el Mayor, sosteniendo el bordón y con la mirada dirigida al espectador, cuya figura se prolonga en la de un ángel niño tan desnudo como Jesús y Juanito, que aparta una cortina verde, del que se hace eco otro de perfil a la izquierda, en posición contrapuesta. 
El esquema por tanto muestra dos zonas, derecha e izquierda, que se deshilachan en diagonal y se encuentran en la cabeza de la Virgen, vértice de un hipotético triángulo con el Evangelista y san Francisco en la base. Los complejos giros, la pluralidad de gestos y la animación de los personajes anula cualquier efecto de simetría, a pesar de que ambas mitades estén pobladas por el mismo número de personajes. Ninguna de las miradas se encuentra.
El fondo oscuro, inusual, aumenta las sombras y complementa los colores, pero amplifica también la sensación de iluminación sobre las figuras. Juan y José de hecho están investidos por la luz más fuerte, que alude al Espíritu Santo, que inspira sus acciones y la escritura del evangelio. Esto resalta también las fisionomías, como demuestran las profundas arrugas de los ancianos José y Juan. La preeminencia de José se debe a las disputas teológicas de aquellos años, y en este sentido también la presencia de Santiago es emblemática, ya que en su  evangelio apócrifo (el Protoevangelio de Santiago) se habla de la infancia de Cristo y alaba el cuidado paternal prodigado por san José. La presencia de san Francisco de Asís en cambio, se debe tanto a ser el santo patrón del comitente como a la devoción que su orden tributó al Niño Jesús. 
Se resalta la caracterización psicológica de cada personaje, tan diferente del desapego sentimental practicado por los artistas florentinos hasta dos décadas antes. La profundidad es reducida y genera un sentido de compresión espacial: en general el efecto es de inestabilidad inquieta.